# Broughton Castle
Broughton Castle är en herrgård i Storbritannien.   Det ligger i grevskapet Oxfordshire och riksdelen England, i den södra delen av landet, 100 km nordväst om huvudstaden London. Broughton Castle ligger 107 meter över havet.
Terrängen runt Broughton Castle är platt. Runt Broughton Castle är det ganska tätbefolkat, med 160 invånare per kvadratkilometer. Närmaste större samhälle är Banbury, 4,2 km nordost om Broughton Castle. Trakten runt Broughton Castle består till största delen av jordbruksmark.